# 27050 Beresheet
27050 Beresheet este o planetă minoră (asteroid), cu un diametru de 2,576 km, din centura de asteroizi. A fost descoperită pe 17 septembrie 1998 la Stația Anderson Mesa de Lowell Observatory Near-Earth-Object Search și a fost numită după Beresheet⁠(d). 
Obiectul prezintă o orbită caracterizată de o semiaxă mare de 2,184891 UAi, o excentricitate de 0,15, o înclinație de 5,84722 ° în raport cu ecliptica.